# Antu, Ấn Độ
Antu là một thị xã và là một nagar panchayat của quận Pratapgarh thuộc bang Uttar Pradesh, Ấn Độ.

## Địa lý
Antu có vị trí 26°03′B 81°55′Đ / 26,05°B 81,92°Đ Nó có độ cao trung bình là 93 mét (305 feet).

## Nhân khẩu
Theo điều tra dân số năm 2001 của Ấn Độ, Antu có dân số 7740 người. Phái nam chiếm 52% tổng số dân và phái nữ chiếm 48%. Antu có tỷ lệ 59% biết đọc biết viết, thấp hơn tỷ lệ trung bình toàn quốc là 59,5%: tỷ lệ cho phái nam là 70%, và tỷ lệ cho phái nữ là 47%. Tại Antu, 16% dân số nhỏ hơn 6 tuổi.